# 16. Arrondissement (Marseille)
Das 16. Arrondissement ist ein Arrondissement (Stadtbezirk) der südfranzösischen Stadt Marseille. 2008 lebten hier 17.457 Menschen. Damit ist es das bevölkerungsärmste und zugleich am dünnsten besiedelte Arrondissement der Stadt.

## Lage und Stadtviertel
Das Arrondissement befindet sich im Nordwesten des Stadtgebiets. Im Norden grenzt es an Les Pennes-Mirabeau, im Osten und Süden ans 15. Arrondissement. Das Mittelmeer bildet im Westen die natürliche Grenze. Im Nordwesten grenzt das Arrondissement an die Gemeinde Le Rove.
Offiziell unterteilt sich das Arrondissement in vier Stadtviertel:
- L’Estaque
- Les Riaux
- Saint-André
- Saint-Henri

## Sehenswürdigkeiten
- Église Saint-Pierre-ès-liens in L’Estaque von 1851[1]
- Notre-Dame de la Galline[1]

## Kultur
Kultureller Mittelpunkt des Arrondissements ist das Alhambra. Auch das Musée Monticelli über den Maler Adolphe Monticelli im ehemaligen Fortin militaire de Corbières steht seit 2010 Besuchern offen. Das 1968 aufgegebene Rio wurde zum Veranstaltungshaus umgebaut.

## Religion
Neben römisch-katholischen Kirchen gibt es auch ein protestantisches Gemeindezentrum und eine Moschee.

## Verkehr
Zwei Bahnhöfe befinden sich im 16. Arrondissement, jener von L’Estaque und der Bahnhof Séon Saint-Henri.

## Sport
Der Ruderverein Cercle de l’Aviron de Marseille ist hier zuhause. Der Hafen dient dem Segelsport.